# Kap Hallet

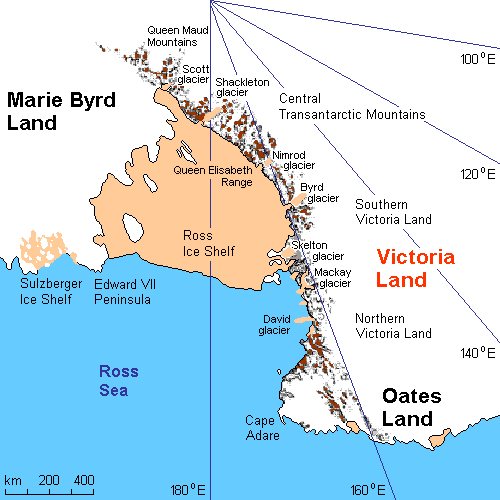
Lägeskarta, Kap Hallett strax ovanför Kap Adare.

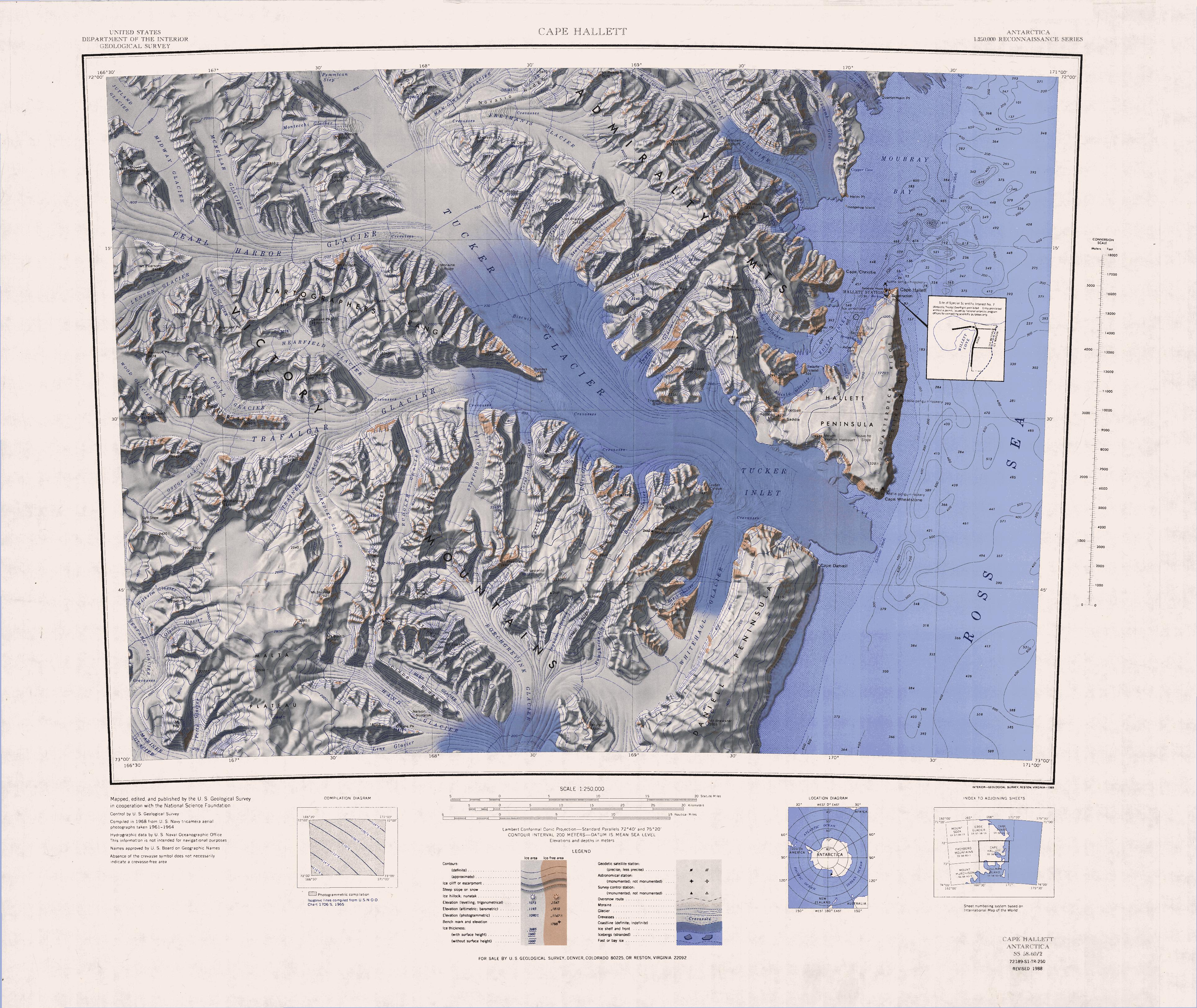
Områdeskarta.

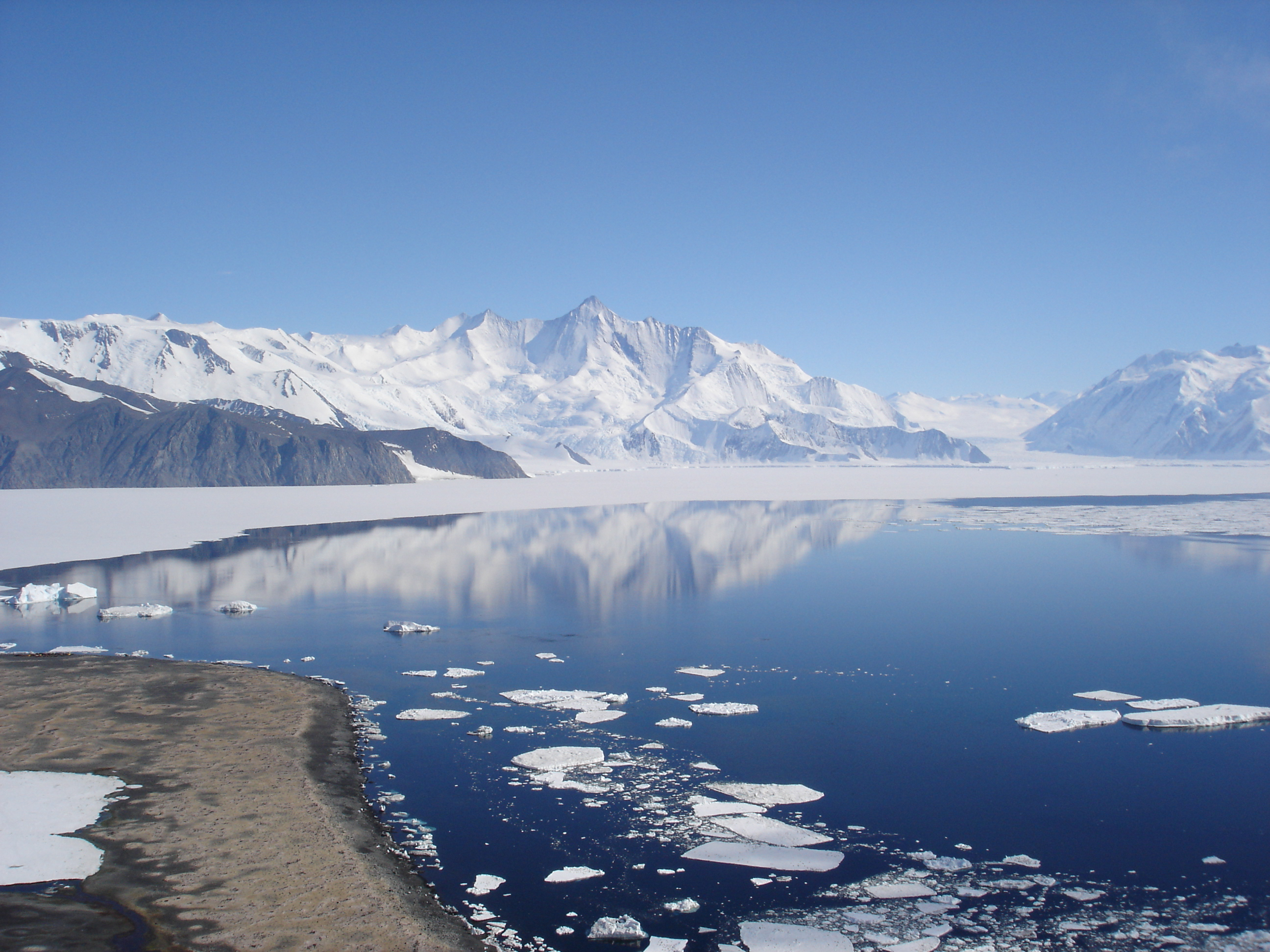
Kap Hallett.

Kap Hallett (engelska: Cape Hallett) är en antarktisk oas och halvö i östra Antarktis.

## Geografi
Kap Hallett ligger vid Rosshavet i Östantarktis i den norra delen av Victorias land. Området ligger längst norrut på den cirka 40 km långa Halletthalvön och cirka 100 km väster om Kap Adare.
Hela området är habitat för en stor koloni av Adeliepingviner.

## Historia
Kap Hallett upptäcktes 1841 av den brittiske upptäcktsresanden James Clark Ross under dennes Antarktisexpedition med fartygen HMS Erebus och HMS Terror och döptes då efter Thomas R. Hallett, pursern på HMS Erebus.
1947 fastslogs det nuvarande namnet av amerikanska "Advisory Committee on Antarctic Names" (US-ACAN, en enhet inom United States Geological Survey).
Delar av området utforskades åren 1955-1956 under första Operation Deep Freeze under ledning av USA:s flotta, då skadades här expeditionens flaggskepp "USS Arneb" av packisen.
I samband med det "Internationella Geofysiska året" 1957-1958 öppnades forskningsstationen Hallett Station (72° 19' S / 170° 13' Ö) vid Seabee Hook, stationen drevs i samarbete mellan USA och Nya Zeeland. Stationen var permanent bemannad fram till 1964 då den skadades under en brand. Därefter fanns det personal endast under sommarperioden fram till 1973 och därefter övergavs den helt. 1984 inleddes sanering och städning av stationsområdet och detta arbete avslutades i februari 2010.
2002 utsågs området till en särskild skyddszon (ASPA, Antarctic Specially Protected Area, no. 106).